# Campeonato Mundial de Atletismo Juvenil de 2001
O Campeonato Mundial de Atletismo Juvenil de 2001 foi a segunda edição do Campeonato Mundial de Atletismo Juvenil. Foi realizado em Debrecen, Hungria de 12 e 15 de Julho.

## Resultados

### Masculino
| Evento             | Ouro                             | Ouro     | Prata                                   | Prata    | Bronze                             | Bronze   |
| ------------------ | -------------------------------- | -------- | --------------------------------------- | -------- | ---------------------------------- | -------- |
| 100 m              | Darrel Brown · Trindade e Tobago | 10.31    | Willie Hordge · Estados Unidos          | 10.41    | Jonathan Wade · Estados Unidos     | 10.53    |
| 200 m              | Jonathan Wade · Estados Unidos   | 20.95    | Michael Grant · Estados Unidos          | 21.30    | Dion Rodriguez · Trindade e Tobago | 21.36    |
| 400 m              | Karol Grzegorczyk · Polónia      | 46.90    | Piotr Kedzia · Polónia                  | 47.12    | Jermaine Gonzales · Jamaica        | 47.51    |
| 800 m              | Salem Amer Al-Badri · Catar      | 1:50.15  | Cosmas Rono · Quénia                    | 1:50.35  | Liao Fu-Pin · Taipé Chinesa        | 1:51.35  |
| 1500 m             | Isaac Songok · Quénia            | 3:36.78  | Samuel Dadi · Etiópia                   | 3:39.78  | Abdulrahman Sulaiman · Catar       | 3:42.03  |
| 3000 m             | Markos Geneti · Etiópia          | 7:55.82  | David Kilel · Quénia                    | 7:56.95  | James Kwalia · Quénia              | 7:57.71  |
| 2000 m Obs.        | David Kirwa · Quénia             | 5:33.40  | Brimin Kipruto · Quénia                 | 5:36.81  | Abrham Kebeto · Etiópia            | 5:37.76  |
| 110 m B 91.4 cm    | Nassim Meziane Ibrahimi · Catar  | 13.27    | Marthinus van der Vyver · África do Sul | 13.35    | Eddy De Lépine · França            | 13.39    |
| 400 m B 84.0 cm    | Amin Mohammed Al-Ozon · Síria    | 50.25    | Jonathan Walker · Estados Unidos        | 51.32    | Kenji Narisako · Japão             | 52.09    |
| Marcha 10 km       | Vladimir Kanaykin · Rússia       | 42:55.75 | Mikhail Seredovich · Bielorrússia       | 43:44.32 | Francisco Flores · México          | 43:53.13 |
| Revezamento medley | Polónia                          | 1:50.46  | Estados Unidos                          | 1:50.90  | África do Sul                      | 1:51.35  |
| Salto em altura    | Aleksey Dmitrik · Rússia         | 2.23     | James Watson · Austrália                | 2.21     | Aleksandr Plisko · Bielorrússia    | 2.19     |
| Salto com vara     | Artem Kuptsov · Rússia           | 5.15     | Vincent Favretto · França               | 5.15     | Go Kishita · Japão                 | 5.00     |
| Salto em distância | Thiago Dias · Brasil             | 7.72     | Ibrahim Abdullah Al-Walid · Catar       | 7.62     | Andrew Howe Besozzi · Itália       | 7.61     |
| Salto triplo       | Jonathan Moore · Grã-Bretanha    | 16.36    | Arnie David Giralt · Cuba               | 16.33    | Osniel Tosca · Cuba                | 15.67    |
| Peso 5 kg          | Georgi Ivanov · Bulgária         | 19.73    | Yasser Ibrahim Farag · Egito            | 19.58    | Lee Min-Won · Coreia do Sul        | 19.57    |
| Disco 1.500 kg     | Khalid Habash Al-Suwaidi · Catar | 62.67    | Robert Harting · Alemanha               | 62.04    | Omar Ahmed El Ghazali · Egito      | 61.06    |
| Martelo 5 kg       | József Horváth · Hungria         | 80.11    | Werner Smit · África do Sul             | 79.48    | Kirill Ikonnikov · Rússia          | 77.75    |
| Dardo 700g         | Teemu Wirkkala · Finlândia       | 76.18    | Hamed Al-Khalifa · Catar                | 73.56    | Tero Järvenpää · Finlândia         | 68.85    |
| Octatlo            | Rene Oruman · Estónia            | 6219     | Essa Mufarrah · Arábia Saudita          | 6024     | Jason Dudley · Austrália           | 5997     |

### Feminino
| Evento               | Ouro                             | Ouro     | Prata                            | Prata    | Bronze                             | Bronze   |
| -------------------- | -------------------------------- | -------- | -------------------------------- | -------- | ---------------------------------- | -------- |
| 100 m                | Allyson Felix · Estados Unidos   | 11.57    | Kerron Stewart · Jamaica         | 11.72    | Zuzana Kosová · Chéquia            | 11.83    |
| 200 m                | Angel Perkins · Estados Unidos   | 23.07    | Amy Spencer · Grã-Bretanha       | 23.45    | Zuzana Kosová · Chéquia            | 23.98    |
| 400 m                | Stephanie Smith · Estados Unidos | 52.19    | Jerrika Chapple · Estados Unidos | 52.80    | Anneisha McLaughlin · Jamaica      | 53.35    |
| 800 m                | Cherotich Ruto · Quénia          | 2:05.50  | Veronika Plesarová · Chéquia     | 2:06.01  | Carlene Robinson · Jamaica         | 2:06.18  |
| 1500 m               | Georgie Clarke · Austrália       | 4:14.08  | Florence Kyalo · Quénia          | 4:15.71  | Sentayehu Ejigu · Etiópia          | 4:17.51  |
| 3000 m               | Sally Chepyego · Quénia          | 9:09.95  | Mestewat Tufa · Etiópia          | 9:11.60  | Fridah Domongole · Quénia          | 9:12.70  |
| 100 m B 76.2 cm      | Kathrin Geissler · Alemanha      | 13.49    | Ashley Lodree · Estados Unidos   | 13.75    | Carla Fick · África do Sul         | 13.75    |
| 400 m B              | Camile Robinson · Jamaica        | 58.72    | Kimberly Crow · Austrália        | 59.28    | Olga Nikolayeva · Rússia           | 59.41    |
| Marcha atlética 5 km | Jiang Kun · China                | 22:49.21 | Kseniya Ischeykina · Rússia      | 22:58.43 | Snezhana Yurchenko · Bielorrússia  | 23:28.51 |
| Revezamento medley   | Estados Unidos                   | 2:03.83  | Jamaica                          | 2:07.45  | Roménia                            | 2:09.70  |
| Salto em altura      | Aileen Wilson · Grã-Bretanha     | 1.87     | Petrina Price · Austrália        | 1.81     | Levern Spencer · Santa Lúcia       | 1.81     |
| Salto com vara       | Silke Spiegelburg · Alemanha     | 4.00     | Aleksandra Kiryashova · Rússia   | 4.00     | Anna Olko · Polónia                | 3.95     |
| Salto em distância   | Shermin Oksuz · Austrália        | 6.41 CR  | Elena Anghelescu · Roménia       | 6.32     | Angela Dies · Alemanha             | 6.03     |
| Salto triplo         | Alina Popescu · Roménia          | 13.76    | Svetlana Bolshakova · Rússia     | 13.32    | Michelle Sanford · Estados Unidos  | 13.22    |
| Arremesso de peso    | Valerie Adams · Nova Zelândia    | 16.87 CR | Michelle Carter · Estados Unidos | 15.23    | Yuliya Leantsyuk · Bielorrússia    | 15.08    |
| Disco                | Ma Xuejun · China                | 54.93 CR | Darya Pishchalnikova · Rússia    | 49.37    | Amarachi Ukabam · Estados Unidos   | 46.13    |
| Martelo              | Andrea Kéri · Hungria            | 59.86    | Berta Castells · Espanha         | 59.65    | Mariya Smaliachkova · Bielorrússia | 59.16    |
| Dardo                | Kimberley Mickle · Austrália     | 51.83    | Justine Robbeson · África do Sul | 51.54    | Andrea Kvetová · Chéquia           | 51.49    |
| Heptatlo             | Annett Wichmann · Alemanha       | 5470     | Christine Schulz · Alemanha      | 5346     | Amandine Constantin · França       | 5296     |

## Quadro de medalhas
| Quadro de medalhas |                   |      |       |        |       |
| #                  | País              | Ouro | Prata | Bronze | Total |
| 1                  | Estados Unidos    | 5    | 7     | 3      | 15    |
| 2                  | Quénia            | 4    | 4     | 2      | 10    |
| 3                  | Rússia            | 3    | 4     | 2      | 9     |
| 4                  | Austrália         | 3    | 3     | 1      | 7     |
| 5                  | Catar             | 3    | 2     | 1      | 6     |
| 6                  | Alemanha          | 3    | 1     | 1      | 5     |
| 7                  | Grã-Bretanha      | 2    | 2     | 0      | 4     |
|                    | Polónia           | 2    | 1     | 1      | 4     |
| 9                  | Hungria           | 2    | 0     | 0      | 2     |
|                    | China             | 2    | 0     | 0      | 2     |
| 11                 | Jamaica           | 1    | 2     | 3      | 6     |
| 12                 | Etiópia           | 1    | 2     | 2      | 5     |
| 13                 | Roménia           | 1    | 1     | 1      | 3     |
| 14                 | Trindade e Tobago | 1    | 0     | 1      | 2     |
|                    | Finlândia         | 1    | 0     | 1      | 2     |
| 15                 | Síria             | 1    | 0     | 0      | 1     |
|                    | Brasil            | 1    | 0     | 0      | 1     |
|                    | Bulgária          | 1    | 0     | 0      | 1     |
|                    | Estónia           | 1    | 0     | 0      | 1     |
|                    | Nova Zelândia     | 1    | 0     | 0      | 1     |
| 20                 | África do Sul     | 0    | 3     | 2      | 5     |
| 21                 | Bielorrússia      | 0    | 1     | 4      | 5     |
| 22                 | Chéquia           | 0    | 1     | 3      | 4     |
| 23                 | França            | 0    | 1     | 2      | 3     |
| 24                 | Cuba              | 0    | 1     | 1      | 2     |
|                    | Egito             | 0    | 1     | 1      | 2     |
| 26                 | Arábia Saudita    | 0    | 1     | 0      | 1     |
|                    | Espanha           | 0    | 1     | 0      | 1     |
| 28                 | Japão             | 0    | 0     | 2      | 2     |
| 29                 | Taipé Chinesa     | 0    | 0     | 1      | 1     |
|                    | México            | 0    | 0     | 1      | 1     |
|                    | Itália            | 0    | 0     | 1      | 1     |
|                    | Coreia do Sul     | 0    | 0     | 1      | 1     |
|                    | Santa Lúcia       | 0    | 0     | 1      | 1     |